# نيت لينهارت
نيت لينهارت (بالإنجليزية: Nate Linhart)‏ مواليد 14 نوفمبر 1986 في غاهانا، هو لاعب كرة سلة أمريكي. بدأ مسيرته الاحترافية في سنة 2009. يلعب مع ميدي بايرويت في الدوري الألماني لكرة السلة. يحمل الرقم 8. يبلغ طوله 6 قدم 7 بوصة (2.0 م).

## المسيرة الاحترافية
لعب مع إري بايهوكس في موسم 2010–2011، ثم لعب مع تي بي بي ترير في الدوري الألماني من سنة 2011 إلى 2013، ثم لعب مع رير فينيزيا مستري في موسم 2013–2014، ثم لعب مع مكابي تل أبيب لكرة السلة في موسم 2014–2015، ثم لعب مع باسكت سرقسطة 2002 في الدوري الإسباني في موسم 2015–2016، ثم لعب مع ميدي بايرويت في الدوري الألماني في سنة 2016.

## إحصائيات المسيرة

### الدوري الأوروبي
| السنة   | الفريق                   | لعب | بدأ | دقيقة | ميداني% | ثلاثية | حرة  | ارتداد | صنع | استلاب | تصدي | نقطة | أداء |
| ------- | ------------------------ | --- | --- | ----- | ------- | ------ | ---- | ------ | --- | ------ | ---- | ---- | ---- |
| 2014–15 | مكابي تل أبيب لكرة السلة | 20  | 2   | 15.7  | .524    | .432   | .533 | 2.8    | 1.1 | .9     | .3   | 5.8  | 6.5  |
| المسيرة |                          | 20  | 2   | 15.7  | .524    | .432   | .533 | 2.8    | 1.1 | .9     | .3   | 5.8  | 6.5  |

## روابط خارجية
- نيت لينهارت على موقع الدوري الأوروبي لكرة السلة (الإنجليزية)
- نيت لينهارت على موقع الدوري الإسباني لكرة السلة (الإسبانية)
- نيت لينهارت على موقع كرة السلة الأوروبية.كوم (الإنجليزية)
- نيت لينهارت على موقع إي إس بي إن.كوم (الإنجليزية)
- نيت لينهارت على موقع كلية كرة السلة في سبورتس رفرنس.كوم (الإنجليزية)
- نيت لينهارت على موقع ريلجم (الإنجليزية)
- نيت لينهارت على موقع سبورتس رفرنس (الإنجليزية)
- نيت لينهارت على موقع سبورتس رفرنس (الإنجليزية)